# SN 1992I
SN 1992I – supernowa typu II odkryta 29 lutego 1992 roku w galaktyce NGC 2565. W momencie odkrycia miała maksymalną jasność 18,00m.